# Into Your Light
"Into Your Light" is de eerste single van de symfonische-metalband Leaves' Eyes. De single werd uitgebracht op 18 juni 2004. Alle zangpartijen werden verzorgd door zangeres Liv Kristine. Het titelnummer is afkomstig van het debuutalbum Lovelorn, maar de andere nummers die op de single voorkomen, waren nog niet eerder uitgebracht.

## Muziekvideo
Liv Kristine treedt op in een theater en danst met enkele aanwezigen. Ook is zij te zien in scènes waarin ze make-up aanbrengt in de kleedkamer.

## Tracks
1. "Into Your Light" – 5:33
2. "Into Your Light" (Radio edit) – 4:28
3. "Leaves Whisper" – 3:39
4. "Into Your Light" (Acoustic mix) – 5:07